# Pykäläsaari (ö i Södra Savolax, S:t Michel, lat 61,84, long 26,59)
Pykäläsaari är en ö i Finland. Den ligger i sjön Puula och i sjön Puula och i kommunen Hirvensalmi i den ekonomiska regionen  S:t Michel och landskapet Södra Savolax, i den södra delen av landet, 200 km norr om huvudstaden Helsingfors. Öns area är 2,9 hektar och dess största längd är 280 meter i nord-sydlig riktning.